# 土師富杼
土師 富杼（はじ の ほど）は、飛鳥時代の豪族。姓は連

## 出自
土師連（宿禰）氏は、『新撰姓氏録』「右京神別」・「大和国神別」天孫に、「天穂日命十二世孫可美乾飯根命之後也」とあり、前者は光仁天皇天応元年（781年）に菅原朝臣に改姓している。このことは『続日本紀』巻第三十六にも見えている。また、「山城国神別」に「天穂日命十四世孫野見宿禰之後也」ともある。

## 経歴
土師富杼は、『日本書紀』巻第三十の以下の記述（持統天皇4年、690年）にのみ、登場する。
そこで、大伴部博麻が、富杼らに語っていうには、
ここで、「天智天皇の3年」と言っているが、これは天皇が即位して3年目という意味で、『書紀』の記述する天智（称制）9年（670年）のことと想像される。
この後、
とあるため、日本に無事帰国して、朝廷に唐人のはかりごとを報告することができたようである。もっとも、これに該当する記事は『書紀』には存在せず、敢えてあげれば、巻第二十七の、天智天皇10年（671年）に「筑紫薩野馬」が唐船47艘に乗って沙門道久（ほうし どうく）・韓嶋勝裟婆（からしま の すぐり さば）・布師首磐（ぬのし の おびと いわ）とともに帰国し、唐船来航の趣旨を告げに対馬に現れたとする記述が当てはまるようである。あるいは史書に記述されていない、富杼らの帰国事実が存在する可能性もある。
なお、文中にあげた史料はすべて持統天皇が大伴部博麻に詔として語った言葉であるため、そのことを合わせて判断する必要がある。この記事の直前には、天皇は筑紫の大宰であった河内王らに詔して、博麻を送ってきた新羅の金高訓らの饗応を、天武天皇13年12月6日に土師宿禰甥らをおくってきた使いの例になぞらえるように、という指示を出している。
土師連氏は、天武天皇13年（684年）の八色の姓の制定により、同年12月、宿禰の姓を与えられている。